# Селеуш (комуна)
Селеуш (рум. Seleuș) — комуна у повіті Арад в Румунії. До складу комуни входять такі села (дані про населення за 2002 рік):
- Єрмата (462 особи)
- Морода (740 осіб)
- Селеуш (1987 осіб) — адміністративний центр комуни

Комуна розташована на відстані 405 км на північний захід від Бухареста, 38 км на північний схід від Арада, 78 км на північний схід від Тімішоари.

## Населення
За даними перепису населення 2002 року у комуні проживали 3189 осіб.
Національний склад населення комуни:
| Національність | Кількість осіб | Відсоток |
| -------------- | -------------- | -------- |
| румуни         | 3152           | 98,8%    |
| цигани         | 21             | 0,7%     |
| угорці         | 13             | 0,4%     |
| німці          | 2              | 0,1%     |
| українці       | 1              | < 0,1%   |

Рідною мовою назвали:
| Мова      | Кількість осіб | Відсоток |
| --------- | -------------- | -------- |
| румунська | 3181           | 99,7%    |
| угорська  | 7              | 0,2%     |
| циганська | 1              | < 0,1%   |

Склад населення комуни за віросповіданням:
| Релігія        | Кількість осіб | Відсоток |
| -------------- | -------------- | -------- |
| православні    | 2327           | 73,0%    |
| п'ятдесятники  | 482            | 15,1%    |
| баптисти       | 371            | 11,6%    |
| римо-католики  | 5              | 0,2%     |
| реформати      | 3              | 0,1%     |
| греко-католики | 1              | < 0,1%   |